# Savoia-Pomilio SP.3
Il Savoja-Pomilio SP.3 era un ricognitore armato monomotore biplano progettato dall'azienda italiana Fabbrica Aeroplani Ing. O. Pomilio e prodotto, oltre che dalla stessa (157 esemplari), anche dalla Società Italiana Aviazione (SIA) negli anni dieci del XX secolo (189 esemplari).
Sviluppo della serie basata sul SIA 5, il francese Farman MF.11 prodotto su licenza in Italia, venne utilizzato dai reparti del Corpo Aeronautico Militare del Regio Esercito durante la prima guerra mondiale.

## Tecnica
L'S.P.3 riprendeva la configurazione dei suoi predecessori, monomotore in configurazione spingente con configurazione alare biplana, struttura a doppia trave di coda e carrello fisso.
Non aveva grandi caratteristiche di volo in quanto era poco maneggevole e lento ma rimase in prima linea fino alla fine della guerra. Nel 1918 entra in linea la versione bimotore, il Savoia-Pomilio SP.4, nata come bombardiere.

### Impiego operativo
La 22ª Squadriglia nasce sugli S.P.3 dal 12 marzo 1917.
La 35ª Squadriglia bis nasce su S.P.2 e S.P.3 dal 9 maggio 1917.
La 38ª Squadriglia dal mese di maggio riceve gli S.P.3 dal settembre 1917 vola solo con gli S.P.3 utilizzandoli fino alla fine della guerra.
La 39ª Squadriglia inizia a ricevere gli S.P.3 dal maggio 1917, l'11 novembre ne ha 5 ed il 1º ottobre 1918 ne ha 3.
La 37ª Squadriglia riceve i primi 3 S.P.3 dal giugno 1917 e nel febbraio 1918 ne ha 5.
La 33ª Squadriglia bis nasce su S.P.2 e S.P.3 da luglio 1917 e dal 14 settembre rimane solo con gli S.P.3.
La 28ª Squadriglia bis nasce il 7 luglio 1917 su S.P.2 e S.P.3 mantenendo 2 S.P.3 fino al 4 novembre 1918.
La 26ª Squadriglia bis inizia a riceverli dalla metà di luglio 1917.
La 27ª Squadriglia bis nasce il 20 luglio 1917 sugli S.P.3.
La 24ª Squadriglia inizia a riceverli dal 21 luglio 1917 volando sugli S.P.3 fino al 10 novembre.
La 107ª Squadriglia li riceve nell'estate 1917.
La 40ª Squadriglia inizia a riceverli dall'agosto 1917.
La 45ª Squadriglia dall'agosto 1917 passa sugli S.P.3 ricevuti dalla 27ª Squadriglia fino a novembre 1917 e la 21ª Squadriglia ne dispone nell'agosto 1917 come la 23ª Squadriglia che li usa fino alla fine della guerra.
La 102ª Squadriglia li riceve nell'estate 1917.
La 103ª Squadriglia inizia a riceverli nell'agosto 1917 e nel maggio 1918 ne ha 7.
La 36ª Squadriglia dispone di 11 S.P.3 nell'ottobre 1917.
La 1ª Sezione della 16ª Squadriglia nasce su S.P.3 nel gennaio 1918.
La 109ª Squadriglia nasce con 8 S.P.3 dal 18 gennaio 1918.
La 32ª Squadriglia transita sul velivolo dal marzo 1918.
La Sezione Difesa Bologna dall'aprile 1918 ne ha 4 fino al 14 settembre.
La 101ª Squadriglia transita con 2 Sezioni sugli S.P.3 nel giugno 1918.
La 105ª Squadriglia ha un incidente di volo con un S.P.3 il 18 luglio 1918.

## Utilizzatori
Italia
- Corpo Aeronautico Militare